# 바르샤바 오픈
바르샤바 오픈(Warsaw Open)은 폴란드 바르샤바에서 개최되었던 WTA 투어의 여자 테니스 토너먼트였다. 1995년부터 개최된 이 토너먼트는 야외 클레이 코트에서 진행되었다. 이 이벤트는 1년간 중단된 후 2009년에 2년 동안 WTA 투어에 복귀했지만 투어 일정에서의 슬롯은 2011년부터 브뤼셀 오픈으로 대체되었다.